# الخطوط الجوية الدولية الباكستانية الرحلة 661
بيه أي إيه الرحلة 661 (بالإنجليزية: PIA Flight 661 - PK661/PIA661) كانت رحلة داخلية للخطوط الجوية الدولية الباكستانية من شيترال إلى إسلام آباد في باكستان. هو حادث تحطم طائرة من طراز إيه تي آر 42 ذات التسجيل (AP-BHO)، وقع في 7 ديسمبر 2016م، في هافلوك ليان باتجاه إسلام آباد. كان هناك 42 راكباً وخمسة من أفراد الطاقم ومهندس أرضي كان على متن الطائرة. نتج عن ذلك وفاة جميع من كان على متن الطائرة والبالغ عددهم 47 شخصاً، ومن ضمنهم المنشد الإسلامي جنيد جمشيد البالغ من عمر 52 سنة.

## نبذة عن الطائرة
كانت الطائرة التي وقعت عليها الحادثة من نوع إيه تي آر 42 ذات الرقم التسلسلي 663، وتسجيل AP-BHO. قامت الطائرة بأول رحلة في سنة 2007م، وقد سُلّمت كطائرة جديدة إلى الخطوط الجوية الدولية الباكستانية. لاحقاً في سنة 2009م أصيبت الطائرة إثر حادثة وقعت عليها أثناء محاولة هبوط في لاهور. تم إصلاح الطائرة بعد ذلك ودخلت الخدمة مجدداً.

## الحادث
غادرت الطائرة مطار شيترال عند الساعة 15:30 بتوقيت باكستان وكان متوقع وصولها لدى مطار بينظير بوتو الدولي في إسلام أباد حوالي الساعة 16:40. قبل الحادث قام طاقم الطائرة بنداء استغاثة. تحطمت الطائرة بعد 60 دقيقة من إقلاعها، مخلفة حطام مشتعل بالنيران على جانب أحد التلال، وقد أفاد شهود عيان بأن الطائرة كانت مشتعلة قبل وصولها إلى الأرض. تم إرسال فرق من الدفاع المدني والجيش وكذلك مروحيات إلى المنطقة للقيام بعمليات البحث والإنقاذ. كما ذكر مسؤول حكومي أن جميع الجثث احترقت بشكل يصعب التعرف عليها، كما أن حُطام الطائرة قد تناثر.

## الركاب
| الجنسية        | الوفيات   | الوفيات | المجموع |
| الجنسية        | المسافرون | الطاقم  | المجموع |
| -------------- | --------- | ------- | ------- |
| باكستان        | 39        | 5       | 44      |
| النمسا         | 1         | 0       | 1       |
| كوريا الجنوبية | 1         | 0       | 1       |
| الصين          | 1         | 0       | 1       |
| المجموع        | 42        | 5       | 47      |

بلغ إجمالي من كان على متن الطائرة 47 شخصاً، وهم 5 أشخاص من الطاقم، و40 مسافراً بالغاً بالإضافة إلى طفلين. بالنسبة لجنسيات ركاب الطائرة فقد كان غالبيتهم باكستانيون إذ بلغ عددهم 44 شخصاً، أما الآخرون فقد كانوا ثلاثة أشخاص أحدهم نمساوي والآخر صيني بالإضافة إلى كوري جنوبي. كان من بين الركاب المنشد الإسلامي جنيد جمشيد والذي كان مسافراً برفقة إحدى زوجاته الثلاث واسمها ناهية جنيد، وكذلك نائب المفوض العام لمقاطعة شيترال ويُدعى أسامة أحمد واريتش.